# Котельниковский (мыс)
Мыс Коте́льниковский — мыс на северо-западном побережье Байкала, в 80 километрах к югу от города Северобайкальска.
С северной стороны мыса в Байкал впадает река Горячая, с южной — река Куркула.
Основной достопримечательностью мыса Котельниковский являются горячие источники. Температура воды достигает 81 °C. Это самый горячий источник на Байкале. Два открытых бассейна, третий под крышей. Активность выхода воды — 10 литров в секунду.
В 1987 году воды источника каптированы скважиной. Вода фторидно-гидрокарбонатная натриевая с минерализацией 0,32 г/л. Пить воду не рекомендуется, но она подходит для принятия ванн.
На мысе расположена база отдыха. Дорог по суше до мыса нет. Можно добраться летом по воде, а поздней зимой и ранней весной — по льду Байкала. Также можно добраться на вертолёте.